# Tugal Caris
Tugal Caris ou encore Carris ou encore Cariste (fin du XVIe siècle-1665 ou 1666) est architecte français du XVIIe siècle.

## Biographie

### Origines
Il est né vers la fin du XVIe siècle ou au début du XVIIe siècle. On le trouve associé dans un marché en 1630 avec Jean Martinet pour l'achat de 600 charretées de pierres des carrières de la Couldre et de Bootz à Changé. Il habite alors Laval. Cet achat ne concerne pas la construction de retables.
Il est l'époux de Jeanne Barais, sans doute la sœur de Catherine Barais, épouse de l'architecte Michel Bellier. Ils ont plusieurs enfants, dont un fils Jacques Caris qui s'installe à Nantes où, après avoir été associé à son père, il devient architecte.

### Retables lavallois
Son premier retable connu est celui de Vaiges, aujourd'hui disparu, construit en 1634. On peut sans doute lui attribuer aussi la réalisation de l'autel Saint-Denis à Saint-Denis-du-Maine en 1632, et l'autel Saint-Pierre à Nuillé-sur-Ouette en 1633. De 1634 à 1636, il élève le retable de l'Abbaye Saint-Sauveur de Redon. On lui attribue aussi les deux autels latéraux de cette église, mais qui ne date pas de la même époque.
En juin 1636, il est à Laval où il conteste la qualité du marbre commandé à Étienne Arnoul, et demande une expertise à Pierre Corbineau et Jean Martinet. Après la réalisation de Redon, il réalise un retable à l'église des Cordeliers de Rennes en 1636, puis de 1637 à 1639, le maître-autel de l'église Saint-Vénérand de Laval. Vers 1639, il réalise le retable principal de la cathédrale de Tréguier. À la même époque, il élève deux retables à Bonchamp-lès-Laval. 
En 1640, il réalise le maitre-autel et l'autel du rosaire de l'Église Saint-Martin de Chatillon-sur-Colmont. Le retable de l'autel de droite, représentant la Vierge Marie, est composé de petits médaillons. Dans chaque médaillon, un mystère du rosaire est représenté sous forme de scène,.

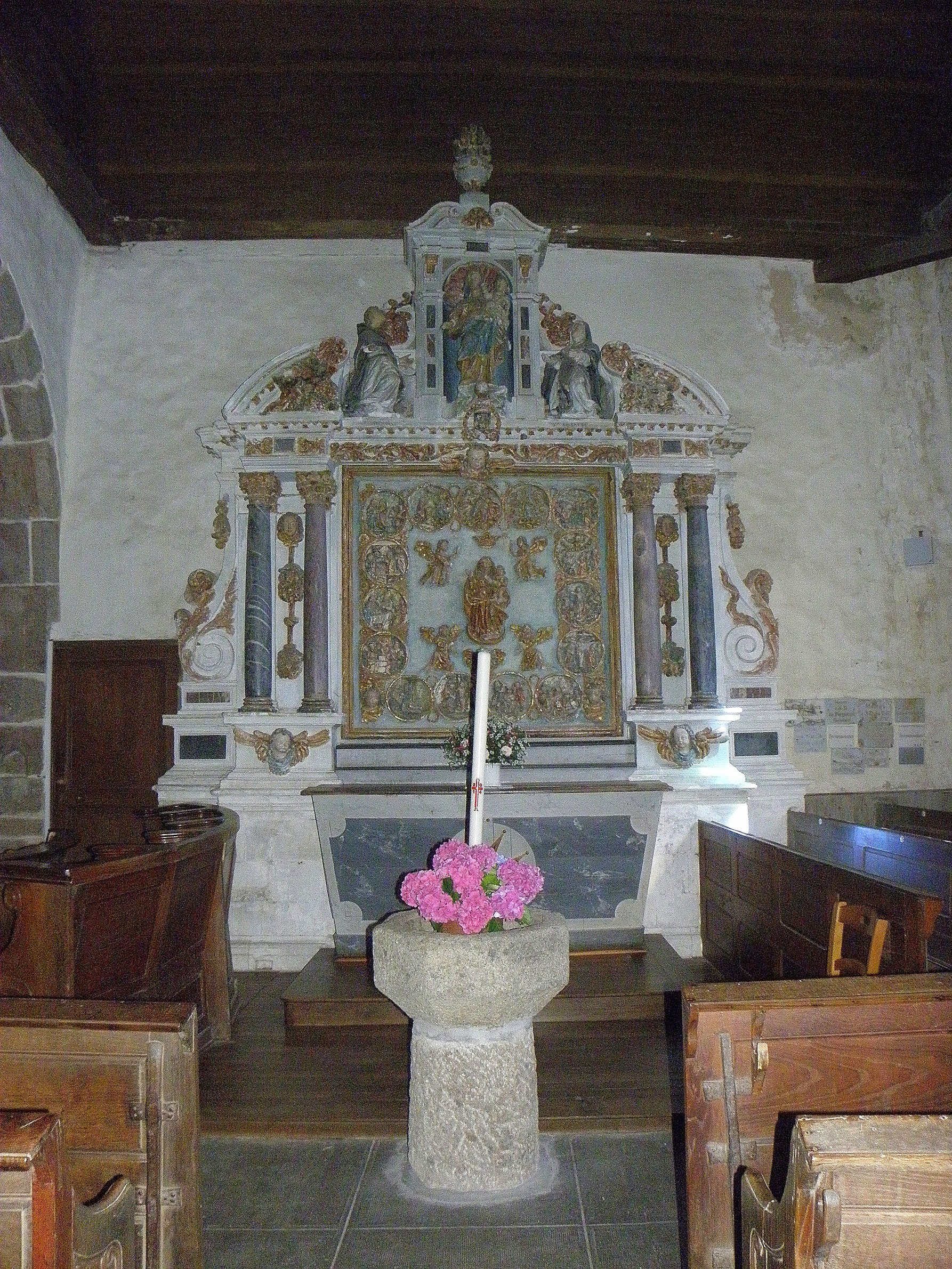
Retable du Rosaire de l'église de Chatillon-sur-Colmont.
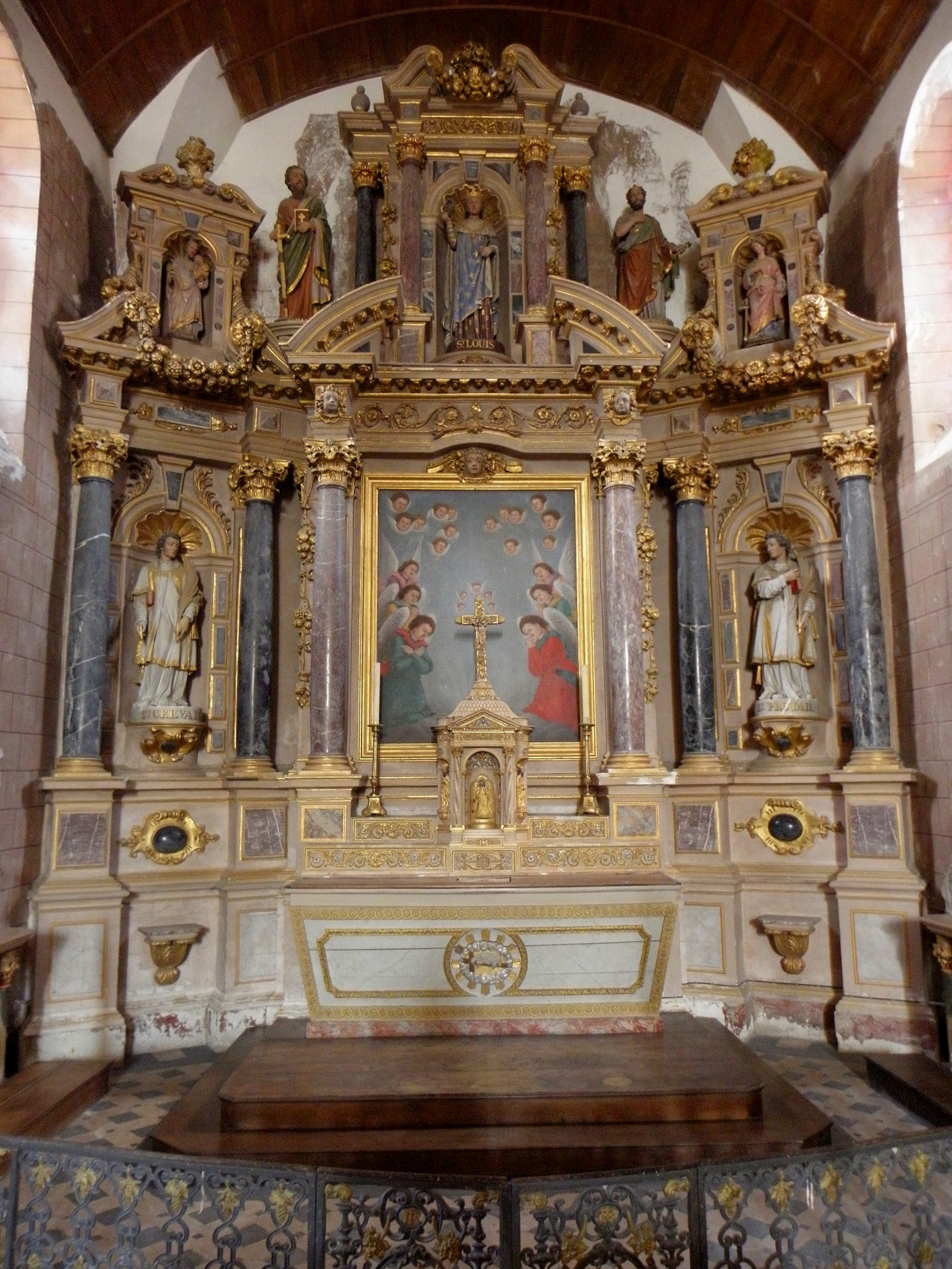
Maître-autel et son retable (église de Brée), attribué à Tugal Caris.

### Architecte à Rennes et Nantes
Après les retables lavallois, il passe à l'architecture, et se voit confier la réalisation de la façade de la cathédrale de Rennes. Il réalise le grand portail et une partie des tours de 1640 à 1654. Il devient alors entrepreneur du Palais de Rennes, dont il reprend la construction après Jacques Corbineau. Il a signé avec la communauté de la ville de Rennes le 28 avril 1640 pour la continuation des travaux du côté des Cordeliers.
Il habite désormais à Rennes où il dirige les travaux les plus importants. Il construit en 1642 deux retables latéraux et le maître-autel d'Availles-sur-Seiche, ainsi qu'à Rannée. On lui attribue aussi le retable du maître-autel de l'église de Tinténiac.
Néanmoins, les travaux effectuée au Palais du Parlement de Bretagne sont jugés non conformes aux plans, et aux devis établis par Salomon de Brosse en 1618, et sont abattus en 1647 par ordre du Parlement de Bretagne. Caris est dépossédé de sa charge au profit de Pierre Corbineau.
Il part en 1648 de Rennes pour Nantes où il construit un couvent et des hôtels particuliers. Il est possible qu'il soit à cette époque entre Nantes, Rennes où il gère le chantier de la cathédrale jusqu'en 1654, et Gaël où il élève le retable du maître-autel en 1650-1651. Il semble quitter Rennes en 1654 définitivement, le chantier de la cathédrale est aussi repris par Pierre Corbineau. La construction de la Cathédrale à Rennes est mouvementée : Tugal Caris doit recommencer en 1651 en granit à la place du tuffeau choisi initialement.
Suivant Léon Palustre, Tugal Caris aurait conduit les travaux jusqu'à la corniche du premier étage. Après lui, Pierre Corbineau, de 1654 à 1678, achève la superposition des trois ordres et place l'écusson de Louis XIV au-dessus de l'immense fenêtre dans la façade du monument. Puis François Huguet dégage les deux tours, leur donne deux étages indépendants, et met en 1703 la dernière main à cette œuvre. Il porte les niveaux à leur hauteur actuelle de 48 mètres et ajoute sur le fronton au sommet de la façade la devise de Louis XIV (Nec pluribus impar, l’incomparable).
Caris achève le retable de l'autel Notre-Dame-de-Pitié dans une des chapelles de la cathédrale de Nantes vers 1656, la même année où il obtient l'adjudication des travaux de la cathédrale. Il meurt à Nantes en 1665 ou 1666.

## Principales réalisations
- Palais du Parlement de Bretagne (Rennes)
- Maître-autel de l'église Saint-Vénérand de Laval
- Cathédrale de Rennes
- Cathédrale de Nantes